# 世宗 (金)
世宗（せいそう）は、金の第5代皇帝。女真名は烏禄（ウル）、漢名は褎（ゆう）、のち雍（よう）。訛里朶（オリド、宗輔）の長男で、熙宗・海陵王と同じく太祖阿骨打の孫にあたる。
正妃は女真烏林荅（ウリンダン）部の首長の石土黒の娘の烏林荅氏（明徳皇后）。

## 生涯
天輔7年（1123年）、上京にて訛里朶と側室の李氏（貞懿皇后、渤海貴族の李雛訛只の娘）の子として生まれる。成人すると葛王に封じられ、兵部尚書、判大宗正事、中京留守などを歴任した。胸に北斗七星の痣を持っていたという。腹まで伸びた美しい長髭を持ち、騎射に優れた。亡父と同様に仁孝な性質であったが、従兄に当たる皇帝迪古乃（海陵王）とは折り合いが悪かった。だが、猜疑心の強い海陵王の目を眩ませるために、自分の妻の烏林荅氏が海陵王に迫られて自殺した際も、不満一つ見せない素振りを演じた。そのために海陵王からは暗愚な人物とみられて軽視されていた（皇帝即位後、世宗は亡妻に皇后位を贈り、生涯他の女性を皇后にすることはなかった）。
正隆6年（1161年）、烏禄は東京留守に任じられた。やがて、海陵王が南宋遠征に出征すると、海陵王に不満を持つ金の貴族たちはその留守を衝いて華北で謀反を起こすべく、以前から海陵王の独裁と暴政に対して不満を募らせていた烏禄を煽った。海陵王の腹心で東京副守の高存福が目付として烏禄を監視していたが、追い詰められた烏禄は冬10月丙午の日に、高存福を誅殺してその首級を晒し、貴族たちに擁立されて即位した。そして海陵王の廃位を宣言し、海陵王はそのまま揚州の亀山寺の陣中で殺害された。
大定2年（1162年）、世宗は舅父の僕散忠義（訛里朶の母方の従弟）の補佐を得て、海陵王の南伐軍を打ち破った勢いで金領に進軍して来た南宋軍を撃退し、契丹の反乱を鎮圧して海陵王晩年の混乱を収拾した。大定4年（1164年）、宋との間で乾道の和約を結んだ。その内容は、従来の君臣関係を叔姪関係へと緩和し、歳貢を歳幣と呼び換え、25万両ずつの銀・絹をそれぞれ20万両に減額するというものであった。その一方でキタン人の反乱を速やかに収めて国内を安定させた。さらに世宗は海陵王の遠征で大きく損なわれた財政の再建をめざし、増税をおこない官吏を削減した。南宋でも、同じ時期、名君とされる孝宗が立ち、その後40年にわたって両国の間では平和が保たれ、金朝にあっては繁栄と安定の時代をむかえたといわれる。
また内政面においては、暴政と長引いた戦争のため窮乏した財政を再建し、税制改革を行ったり、官吏の人事を一新したりなど、様々な改革を行った。また漢族の文化にも理解を示して文化を発展させるなど、「中興の名君」と呼ばれるのにふさわしい様々な事業を行い、小堯舜と称された。
このように、世宗の治世は金の最盛期と評価され、後世においては大定の治として高く評価されている。しかしその一方で、猛安・謀克の軍事集団に組織化されていた女真人が長引く平和に慣れ、さらに漢人と雑居して経済的には没落し、文化的には漢人と同化して中国社会に埋没してゆく傾向が露わになった。世宗は女真文字の使用を奨励し、女真の風俗文化を維持する政策を採ったが、ほとんど効果はなく、金の軍事力を支えた女真軍団の形骸化が進んでいった。
また、財政再建の過程で増税を行なったために民衆の生活は逼迫して、その後の社会の不安定化や国家衰退の要因になったとする説もある。例えば、清代の歴史家である趙翼は『二十二史箚記』の中において、正史『金史』の世宗期の記事の中に反乱の頻発を示す記事が存在する事実を指摘している。

## 宗室

### 妻妾
- 明徳皇后 烏林荅氏（即位前に没し、皇后の位を追贈された）
- 元妃張氏
- 元妃李氏
- 昭儀梁氏
- 貴妃石抹氏
- 柔妃大氏（海陵王の元妃大氏の妹）
- 徳妃徒単氏

### 男子
- 鎬王 実魯剌（允中）
- 宣孝太子 胡土瓦（允恭）
- 越王 宋葛（允功）
- 趙王 孰輦
- 越王 斜魯
- 鄭王 銀朮可（允蹈）
- 衛王 果繩（允済）
- 潞王 訛出（允徳）
- 豫王 鶴野（允成）
- 夔王 斜不出（允升）

### 女子
魯国公主、呉国公主、蜀国公主、宛国公主、韓国公主、衛国公主、息国公主、沢国公主 長楽、曹国公主